# Pomphorhynchus bulbocolli
Pomphorhynchus bulbocolli är en hakmaskart som beskrevs av Linkins 1919. Pomphorhynchus bulbocolli ingår i släktet Pomphorhynchus och familjen Pomphorhynchidae. Inga underarter finns listade i Catalogue of Life.